# Palazzo Erizzo Nani Mocenigo

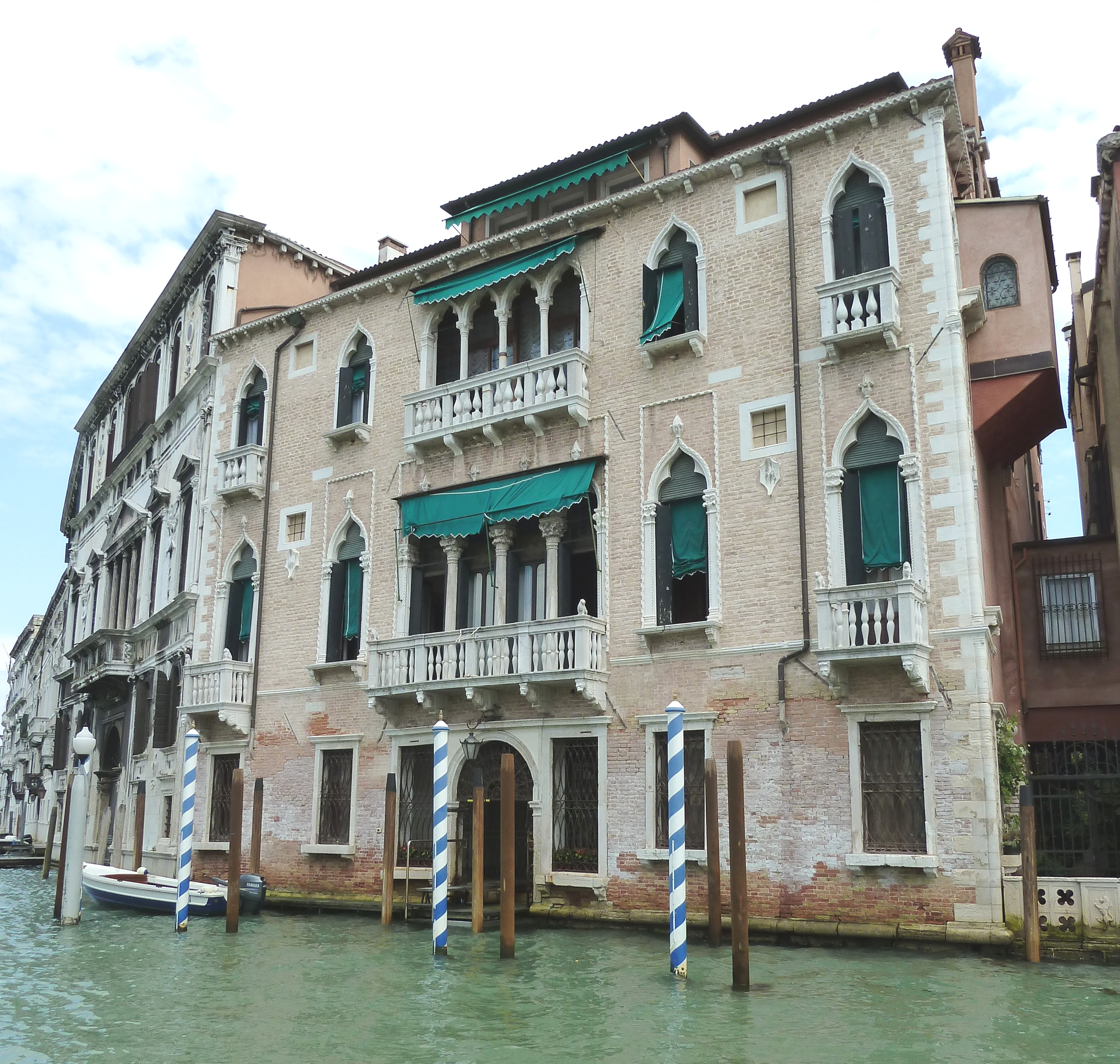
Palazzo Erizzo Nani Mocenigo

Palazzo Erizzo Nani Mocenigo ist ein Palast in Venedig in der italienischen Region Venetien. Er liegt im Sestiere San Marco mit Blick auf den Canal Grande zwischen dem Palazzo Da Lezze und dem Palazzo Contarini delle Figure.

## Geschichte
Den Palast ließ die Familie Erizzo im Jahre 1480 im gotischen Stil erbauen. 1537 fiel er an die Familie Nani (später: Familie Nani Mocenigo genannt).

## Beschreibung
Die Fassade zum Canal Grande hin ist aus Backstein errichtet und im Großen und Ganzen gut erhalten; sie ist in drei Abschnitte unterteilt, von denen jeder Verzierungen im spätgotischen Stil hat. Häufig sieht man gespitzte Blümchen, Dreipassbögen, gezahnte Dachtraufen, korinthische Kapitelle. Das interessanteste Element der Zusammenstellung ist das Vierfachfenster im ersten Hauptgeschoss, das durch einen kleinen Balkon von besonderem Wert hervorsticht, der durch ausgearbeitete Konsolen gestützt und mit zoomorphen Figuren verziert ist, die man auch in anderen Elementen findet. Die Kanten sind in istrischem Kalkstein gerahmt, ebenso die Geschosssimse und zwei Wappen der Familie Da Lezze. Ein wertvolles Element, das sich aber im Widerspruch zu den anderen Elementen befindet, ist das Rundbogenportal zum Wasser, das eher der Renaissance zuzuordnen ist.
Die Rückfassade geht auf einen großen Garten hinaus und ist mit zoomorphen Pateras geschmückt und hat zwei Dreifachfenster in der Mitte, die von verschiedenen Einzelfenstern umgeben sind. Ein charakteristisches Element des Komplexes ist auch eine große, neue Dachgaube, die auf eine Erweiterung nach hinten hinweist, die zur Öffnung zahlreicher Dachterrassen führt.